# 多瑙河畔新施塔特尔
多瑙河畔新施塔特尔是奥地利下奥地利州阿姆施泰滕县的一个市镇。总面积47.9平方公里，总人口2100人，人口密度43.8人/平方公里（2005年）。